# Anthracalaus
Anthracalaus là một chi bọ cánh cứng trong họ 
Elateridae.
Chi này được miêu tả khoa học năm 1888 bởi Fairmaire.

## Các loài
Các loài trong chi này gồm:
- Anthracalaus agrypnoides Fleutiaux, 1940
- Anthracalaus agrypnoides (Van Dyke, 1932)
- Anthracalaus australis Fleutiaux, 1940
- Anthracalaus bengalensis Candèze, 1881
- Anthracalaus brittoni Calder & von Hayek, 1992
- Anthracalaus chujoi (Miwa, 1939)
- Anthracalaus fleutiauxi Calder & von Hayek, 1992
- Anthracalaus kimberleyensis Calder & Hayek, 1992
- Anthracalaus lamingtonensis Calder & von Hayek, 1992
- Anthracalaus luzonicus (Candèze, 1865)
- Anthracalaus moricii Fairmaire, 1889
- Anthracalaus novaguinensis Van Zwaluwenburg, 1951
- Anthracalaus pasteuri Candèze, 1891
- Anthracalaus sakaguchii (Miwa, 1929)
- Anthracalaus solomonensis Calder & von Hayek, 1992
- Anthracalaus westermanni Candèze, 1857
- Anthracalaus westermanni (Candèze, 1857)